# Tommy O'Keefe
Thomas Vincent O'Keefe, detto Tommy (Jersey City, 3 giugno 1928 – Alexandria, 18 ottobre 2015), è stato un cestista e allenatore di pallacanestro statunitense, professionista nella NBA e nella ABL.

## Carriera
Dopo aver frequentato la St. Peter's Prep High School, aveva scelto di giocare per la University of Notre Dame e per il coach Elmer Ripley, ma quando quest'ultimo si trasferì a Georgetown, O'Keefe decise di seguirlo.
In quattro anni con gli Hoyas realizzò 1.018 punti (fu il primo dell'università a superare i 1.000 punti realizzati).
Terminato il college venne selezionato al draft NBA 1950 al 4º giro con la 40ª scelta assoluta dai Washington Capitols. Nella sua unica stagione nella NBA, giocò 6 partite, 3 per Washington e 3 per i Baltimore Bullets, dopo il fallimento dei Capitols.
L'anno seguente passò nella ABL, nei nuovi Washington Capitols, nati dopo il fallimento della precedente franchigia. Giocò 18 partite segnando 12,1 punti di media.

## Allenatore
Successivamente entrò nell'esercito e cominciò ad allenare delle formazioni militari.
In seguito allenò un anno alla Gonzaga High School, prima di tornare nel 1957 a Georgetown come allenatore dei freshmen.
Nel 1960 il coach della squadra maggiore, Tommy Nolan, abbandonò la panchina per motivi di salute, e O'Keefe lo sostituì come capo allenatore.
In sei anni alla guida degli Hoyas ottenne un record di 82-60, prima di ritirarsi nel 1966, per dedicarsi agli affari.